# Climacia punctulata
Climacia punctulata är en insektsart som beskrevs av Oliver S. Flint Jr. 2006. Climacia punctulata ingår i släktet Climacia och familjen svampdjurssländor. Inga underarter finns listade i Catalogue of Life.